# Derechos de los indígenas

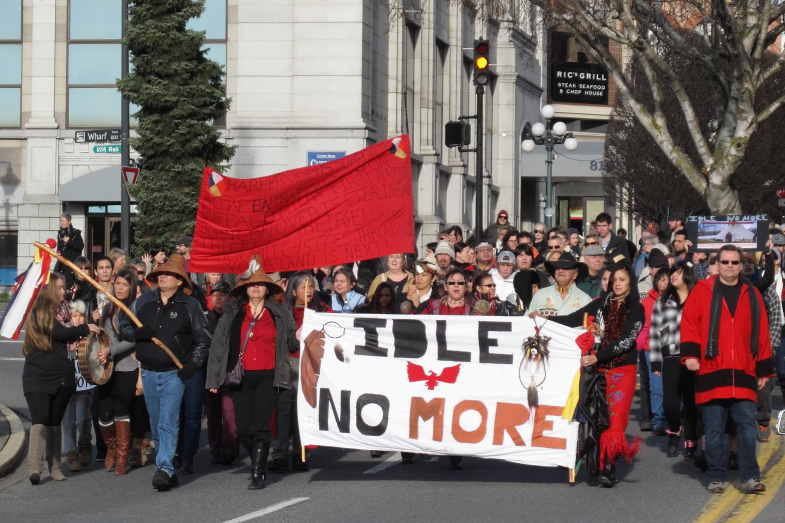
Manifestación indígena en Canadá.

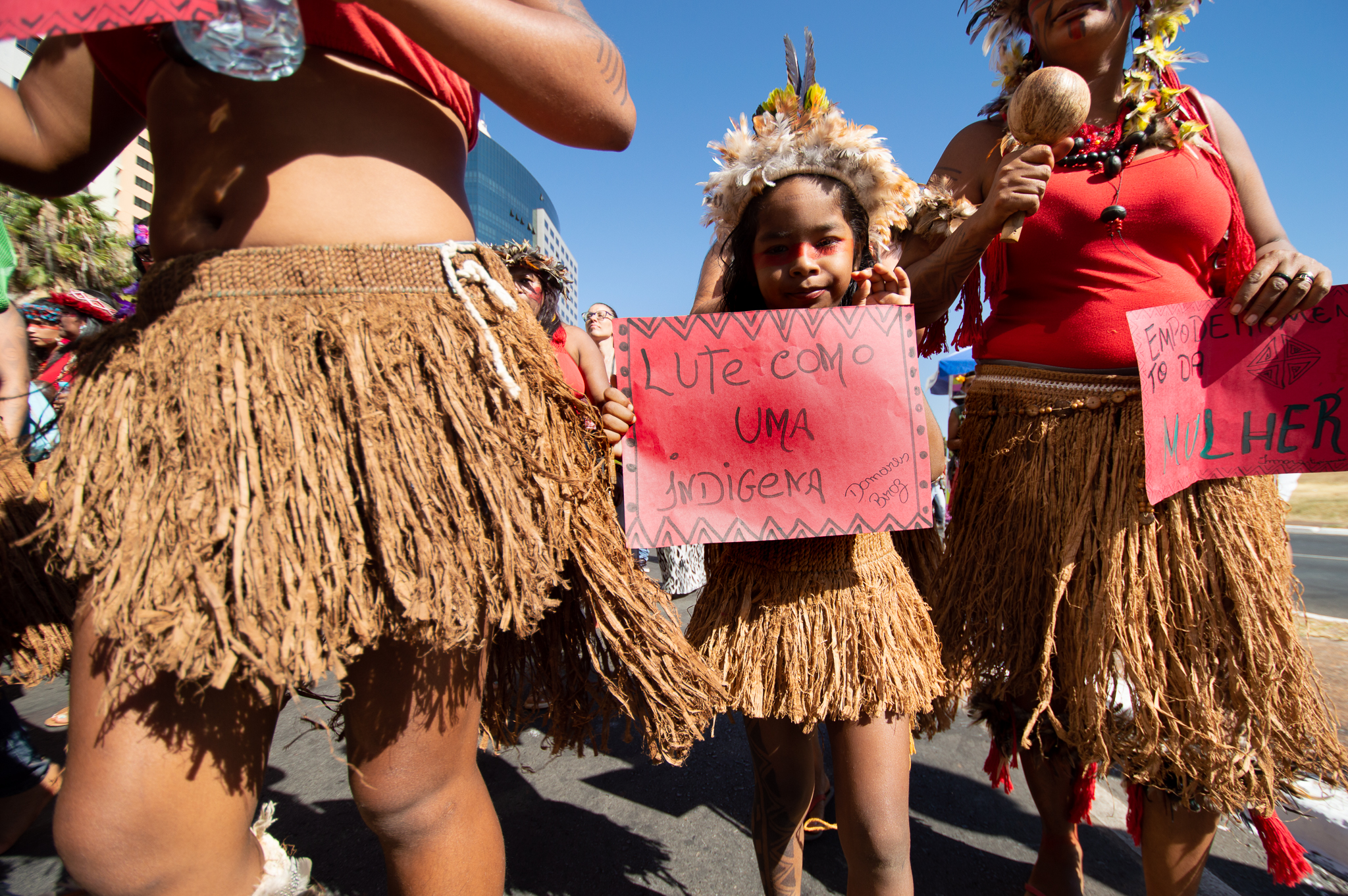
Marcha de mujeres indígenas en Brasil

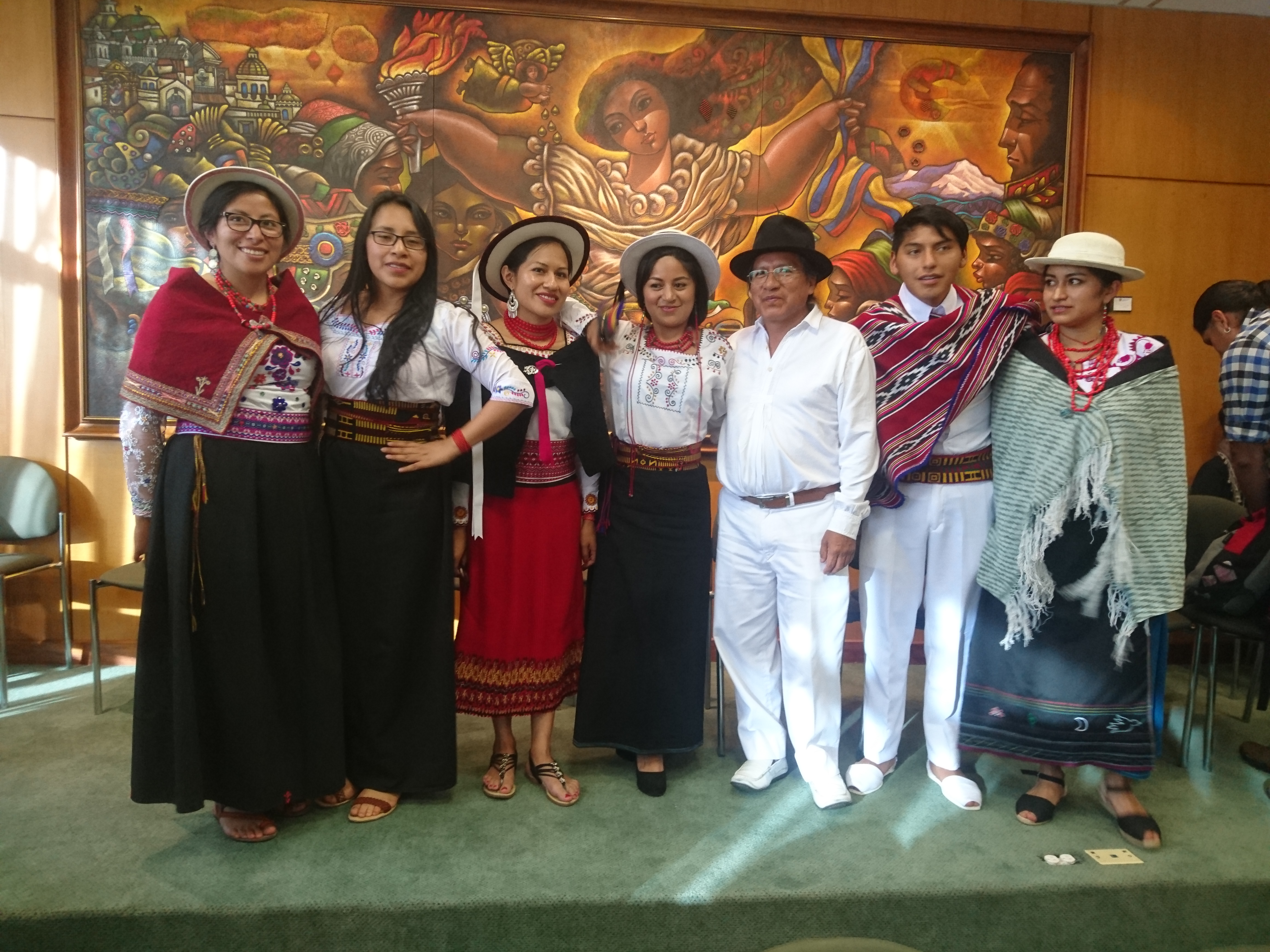
Indígenas en Ecuador

Los derechos de los pueblos indígenas son derechos colectivos que reconocen la condición particular de los pueblos indígenas. Estos derechos incluyen, además de los derechos colectivos sobre el territorio, el idioma, la cultura, la religión, también derechos humanos individuales, como el derecho a la vida, la integridad, y la no discriminación. El término puede utilizarse tanto como una demanda por parte de organizaciones sociales, como una disposición en leyes nacionales que regulan la relación entre los gobiernos y el derecho a la autodeterminación de estos pueblos autóctonos. En el derecho internacional, los derechos de los pueblos indígenas buscan proteger a estas comunidades frente a posibles vulneraciones por parte de los Estados o actores privados.

## Definición y antecedentes históricos
Para comenzar a hablar de estos pueblos, es importante entender el concepto de "originarios del lugar" que han sido invadidos y luego colonizados por foráneos. Estos pueblos ya habitaban la tierra, mucho antes que los colonos invasores, y que estos últimos los han despojado de todo aquello que integraba sus grupos de creencias, su lengua, sus tradiciones, y la cosmovisión que poseían en relación con la tierra que habitaban y su equilibrio con la naturaleza. Tal así, que en algunos casos, arrasaron con culturas ancestrales completas, llevándolas al total exterminio, y en otros, los han perseguido y violentado en el proceso de colonización, esclavizándolos y utilizándolos como mano de obra barata.
Estos derechos de los pueblos originarios,  son aquellos que pertenecen a estos pobladores que habitaban  un territorio que ha sido invadido y colonizado por forasteros. Es discutible exactamente quien hace parte de la población original, pero puede ser ampliamente entendido en relación con el colonialismo, y este último como dominación-dominado.
Se habla de los pueblos originarios en relación con las sociedades precoloniales que se enfrentaron a la amenaza específica del fenómeno de la ocupación, y la relación que tuvieron estas sociedades con las potencias coloniales. Ha sido difícil formular una definición que abarque todos pueblos que se autoidentifican como autóctonos y son aceptados como tales por los demás pueblos, así, la definición exacta de quiénes son los pueblos originarios, y el consiguiente estado de los titulares de derechos, puede resultar demasiado amplia o muy restringida y excluyente.
Adicionalmente, se ha llegado a distinguir entre nacionalidades, pueblos y comunidades indígenas, siendo que el más amplio lo constituyen las nacionalidades y dentro de éstas encontraremos pueblos que comparten una identidad cultural (por ejemplo, en Ecuador se pueden citar a los pueblos Chibuleo, Kisapincha, Saraguro). En lo que se refiere a las comunidades, éstas son entidades colectivas constitudas bajo la forma de ayllus o familias, que pertenecen a un determinado pueblo y nacionalidad. A esta distinción, podemos sumar la de pueblos tribales definidos como pueblos no indígenas que fueron llevados durante la época de la colonización a un territorio en concreto, no obstante, comparten carcaterísticas de los pueblos originarios en tanto ellos también poseen sus propias tradiciones y costumbres, junto con ¡ territorios ancestrales; algunos ejemplos son la población Maroon en Surinam y el pueblo tribal afrodescendiente chileno.
Ahora bien, en el contexto de los modernos pueblos  originarios de los poderes coloniales europeos, el reconocimiento de los derechos indígenas se remonta a por lo menos al período del Renacimiento. Junto con la justificación del colonialismo con un propósito más elevado, tanto para los colonos y colonizados, algunas voces expresaron su preocupación por la forma en que los pueblos autóctonos han sido tratados y el efecto que tuvo sobre su sociedad.
En general, se constata que los pueblos  originarios, han sufrido injusticias históricas por haber sido desposeídos de sus territorios, tierras y recursos y que en muchas partes del mundo no pueden gozar de los derechos humanos fundamentales en el mismo grado que el resto de la población de los Estados en que viven y que sus leyes, valores, costumbres y perspectivas han sufrido a menudo una erosión y son discriminados por su idioma, por su color de piel, por su situación económica o por sus formas de pensar diferentes.
La cuestión de los derechos de los autóctonos se asocia también con otros niveles de la lucha humana. Debido a la estrecha relación entre la situación de los pueblos originarios, culturales,  económicas y sus valores ambientales, las cuestiones de derechos de los pueblos originarios se vinculan con la preocupación por el daño ambiental, el cambio climático y el desarrollo sostenible. De acuerdo con científicos y con organizaciones ambientalistas, como la Fundación Selva, la lucha de los pueblos indígenas es fundamental para resolver el problema de la reducción de emisiones de carbono, y enfrentar las amenazas a la diversidad cultural y a la biodiversidad.

## Representación
Los derechos, reivindicaciones e incluso la identidad de los pueblos originarios son comprendidos, reconocidos y respetados de manera muy diferente por los gobiernos. Varias organizaciones con características diferentes, de una u otra manera promueven las aspiraciones ancestrales y de los pueblos originarios que a menudo se han unido para formar organizaciones propias, y buscan promover en conjunto sus intereses comunes. La mayor representatividad ha sido conseguida por las organizaciones que agrupan a las comunidades y a sus instituciones y autoridades propias.
Entre las organizaciones indígenas pueden citarse a la Confederación de Nacionalidades Indígenas del Ecuador (CONAIE);  el Consejo Saami que articula comunidades de Noruega, Suecia, Finlandia, Rusia y Centroamérica; la Organización de pueblos indígenas en Argentina (ONPIA) entre muchos otros.

## Organizaciones Internacionales
Existen varias organizaciones no gubernamentales, tales como IWGIA y Survival International que tienen como objetivo central defender los derechos indígenas. Se ocupan de cuestiones relacionadas con derechos sobre la tierra, la preservación de la cultura y tratan de detener las diferentes formas de persecución y abuso contra los indígenas. Estas organizaciones subrayan que los problemas que enfrentan los pueblos originarios no se encuentran en cualquier deficiencia en su cultura o forma de vivir, sino en la falta de reconocimiento de que tienen del derecho a vivir en la forma que elijan, y de que están unidos al territorio donde viven. Consideran que su misión es ayudarles a defender el derecho a decidir su futuro, sin que las sociedades "occidentales" les impongan sus criterios de "desarrollo" y sus prioridades. Estas organizaciones subrayan que las culturas indígenas han probado que pueden vivir por sí mismas en una forma sustentable y la raíz de sus problemas actuales es una injerencia en su forma de vida, en nombre del consumismo colonizador que agota de los recursos naturales.
Actualmente es crucial el debate de los derechos de los Pueblos Originarios frente a la voluntad de las Empresas y Estados de saquear con respecto a sus recursos naturales.

## Naciones Unidas
Los pueblos indígenas del mundo estuvieron representados y sus asuntos estuvieron presentes por primera vez en las Naciones unidas en el Grupo de Trabajo sobre Poblaciones Indígenas (WGIP). En abril de 2000, la Comisión de Derechos Humanos de las Naciones Unidas adoptó una resolución para el establecimiento del Foro Permanente para las Cuestiones Indígenas de la ONU (PFII) como cuerpo asesor del Consejo Económico y Social, con el mandato de examinar cuestiones indígenas.
A finales de diciembre de 2004, la Asamblea General de las Naciones Unidas proclamó la Segunda Década Internacional de los Pueblos Indígenas del Mundo, de 2005 a 2014. El principal objetivo de tal década fue la de fortalecer la cooperación internacional en torno a la resolución de los problemas que enfrentan los pueblos indígenas en esferas tales como la cultura, la educación, la salud, los derechos humanos, el medio ambiente, y desarrollo social y económico.
Existen varios mecanismos internacionales para salvaguardar los derechos de los pueblos originarios, que reconoce en más de 70 países.
El 13 de septiembre de 2007, después de un proceso de preparación, debates y negociaciones que se remontaba hasta 1982, la Asamblea General adoptó la Declaración sobre los derechos de los pueblos indígenas. La declaración no vinculante establece los derechos individuales y colectivos de los pueblos indígenas, así como sus derechos a la identidad, cultura, idioma, empleo, salud, educación y otras cuestiones. Cuatro naciones que tienen importantes poblaciones indígenas votaron en contra de la declaración: los Estados Unidos, Canadá, Nueva Zelanda y Australia. Once naciones se abstuvieron: Azerbaiyán, Bangladés, Bhután, Burundi, Colombia, Georgia, Kenia, Nigeria, Rusia, Samoa y Ucrania. Treinta y cuatro naciones no votaron y los restantes 143 naciones votaron a favor.

## Convenio 169 de la OIT
El Convenio 169 fue aprobado en 1989 por la Organización Internacional del Trabajo. Hasta ahora 24 países lo han ratificado y adoptado: Argentina, Alemania, Bolivia, Brasil, República Centro Africana, Chile, Colombia, Costa Rica, Dinamarca, Dominica, El Salvador , 
Ecuador, España, Fiyi, Guatemala, Holanda, Honduras, Luxemburgo, México, Nepal, Nicaragua, Noruega, Paraguay, Perú y Venezuela. Reconoce los derechos a la propiedad de la tierra, la igualdad y la libertad y la autonomía en las decisiones sobre los asuntos de los pueblos indígenas y establece la consulta previa, libre e informada de cualquier medida administrativa o legislativa que les afecte directamente y de la explotación de recursos naturales en su territorio.

## Organización de Estados Americanos
En 1989 la Asamblea General de la Organización de Estados Americanos (OEA) pidió a su Comisión de Asuntos Jurídicos y Políticos, elaborar una propuesta de Declaración Americana sobre los Derechos de los Pueblos Indígenas y esta a su vez encargó a su vez a la Comisión Interamericana de Derechos Humanos y al Instituto Interamericano de Derechos Humanos, los cuales tras consultar con algunos representantes de los pueblos y organizaciones indígenas, entregaron en 1997 la propuesta para la discusión; y desde el 2000 se creó un Grupo de Trabajo para garantizar la participación y la representatividad indígena en el proceso.  Desde 2001, los estados que conforman la OEA han debatido los borradores de la propuesta.
Finalmente, luego de varios años de espera para los pueblos indígenas, el 14 de junio de 2016, la Asamblea General de la Organización de Estados Americanos (OEA) aprobó la "Declaración Americana sobre los Derechos de los Pueblos Indígenas".

## Derechos colectivos
Los derechos específicos de los pueblos indígenas de carácter colectivo varían según el instrumento internacional de que se trate o el derecho interno de cada Estado, pero en general se pueden observar ciertos derechos coincidentes en ambos, como son el derecho a la autodeterminación y a la identidad cultural.

### Derecho a la autodeterminación
El derecho a la autodeterminación puede ser entendido desde dos perspectivas: a) interna y b) externa. La primera se refiere al ejercicio de autonomía o autogobierno en locales, que incluye sus derechos sobre la tierra y recursos, dentro del marco de un Estado. En tanto el segundo enfoque dice relación con una exigencia separación territorial de un Estado existente o la búsqueda de una sobernación nacional. Sin embargo, desde las luchas por la reivindicación de sus derechos, los movimientos indígenas la definen desde la perspectiva interna, es decir, una ibre determinación dentro de los límites territoriales de un Estado, donde la noción de autonomía viene a fortalecer la unidad nacional.

### Derecho a la identidad cultural
La identidad cultural comprende el conjunto de valores, creencias y la cultura de una comunidad, por lo cual desde la dimensión de derecho colectivo se refiere a poder disfrutar de los elementos que conforman dicha identidad, en el marco de un sistema educativo, salud y otros servicios públicos interculturales, además de que el Estado debe buscar la manera de resguardar aquellas espacios y  tradiciones que se consideran sagrados para sus ritos ancestrales.

## Derechos indígenas en Argentina
En el año 1985 se promulga la Ley N.º 23.302 Ley sobre política indígena y apoyo a las comunidades aborígenes, en su artículo 5.º crea el Instituto Nacional de Asuntos Indígenas  (INAI) como organismo descentralizado para la implementación de políticas sociales destinadas a los pueblos originarios cuyo propósito principal es asegurar el ejercicio de la plena ciudadanía a los integrantes de los pueblos indígenas, garantizando el cumplimiento de los derechos consagrados en la Constitución.
La Constitución de la Nación Argentina (1994) en el inciso 17 del artículo 75 "Reconoce la preexistencia étnica y cultural de los pueblos indígenas argentinos; garantiza  el respeto a su identidad y el derecho a una educación bilingüe e intercultural; reconoce la personería jurídica de sus comunidades, y la posesión y propiedad comunitarias de las tierras que tradicionalmente ocupan"... 
En el año 2006  la Ley Nacional de Educación N.º 26.602  consagra la Educación Intercultural Bilingüe que garantiza el derecho constitucional de los pueblos indígenas (art. 75, inciso 17 de la Constitución Nacional) "a recibir una educación que contribuya a preservar y fortalecer sus pautas culturales, su lengua, su cosmovisión e identidad étnica"....
La Resolución N.º 328/2010 promueve la apertura de la Inscripción de Comunidades Indígenas en el Registro Nacional de Comunidades Indígenas (ReNaCi), se lleva el registro de 

34 pueblos inscriptos en este organismo y 1653 Comunidades Indígenas entre las cuales 1456 han registrado su personería jurídica.

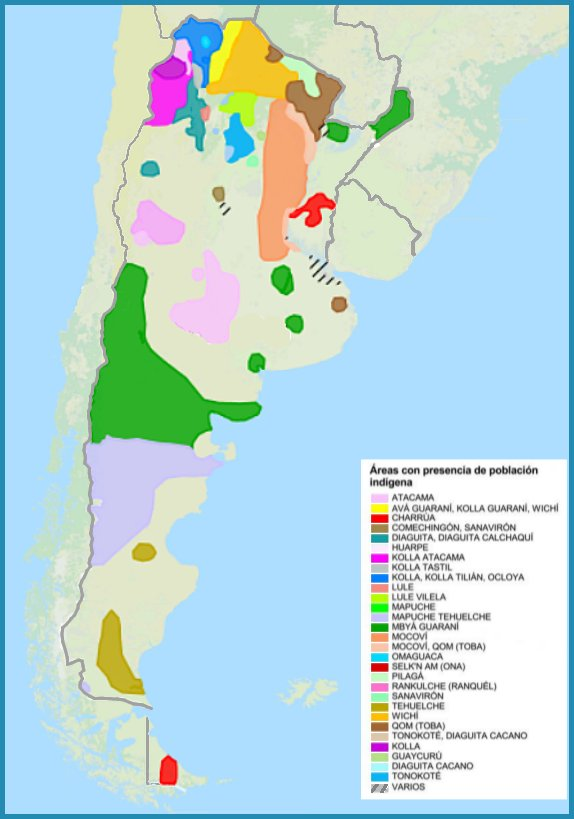
Esquema de áreas con presencia de población indígena en Argentina - Fuente: Ministerio de Educación Programa Mapas Educativos (11 de agosto 2016)